# Großsteingrab Hallalit
Das Großsteingrab Hallalit ist eine megalithische Grabanlage der jungsteinzeitlichen Trichterbecherkultur bei Hallalit, einem Ortsteil von Vollrathsruhe im Landkreis Mecklenburgische Seenplatte (Mecklenburg-Vorpommern).

## Lage
Das Grab befindet sich etwa 500 m westlich von Hallalit im Wald an der Kreuzung zweier Wege.

## Beschreibung
Die Anlage war bereits um 1900 stark zerstört. Robert Beltz stellte ein ost-westlich orientiertes Hünenbett mit einer ovalen Steinumfassung fest. Die Grabkammer, deren Steine gesprengt sind, befindet sich am östlichen Ende des Betts. Beltz lieferte keine genauere Beschreibung der Kammer. Ulrich Schoknecht konnte 1958 feststellen, dass es sich um einen Großdolmen handelt. Alle späteren Publikationen berufen sich auf diese beiden Berichte.
Bei Beltz’ Untersuchung 1900 wurde ein flaches Beil aus grauweißem Feuerstein gefunden, das in Privatbesitz gelangte.

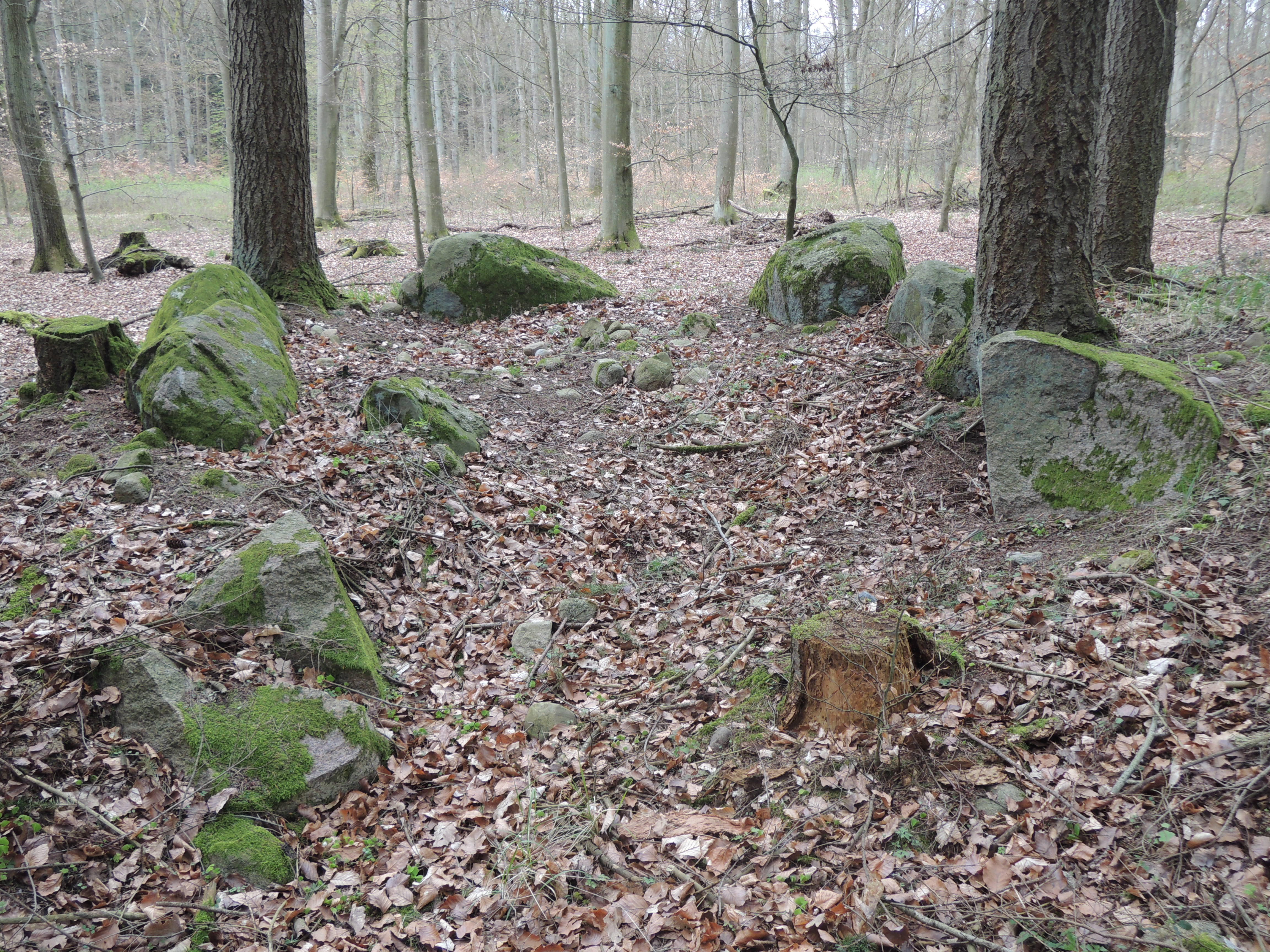
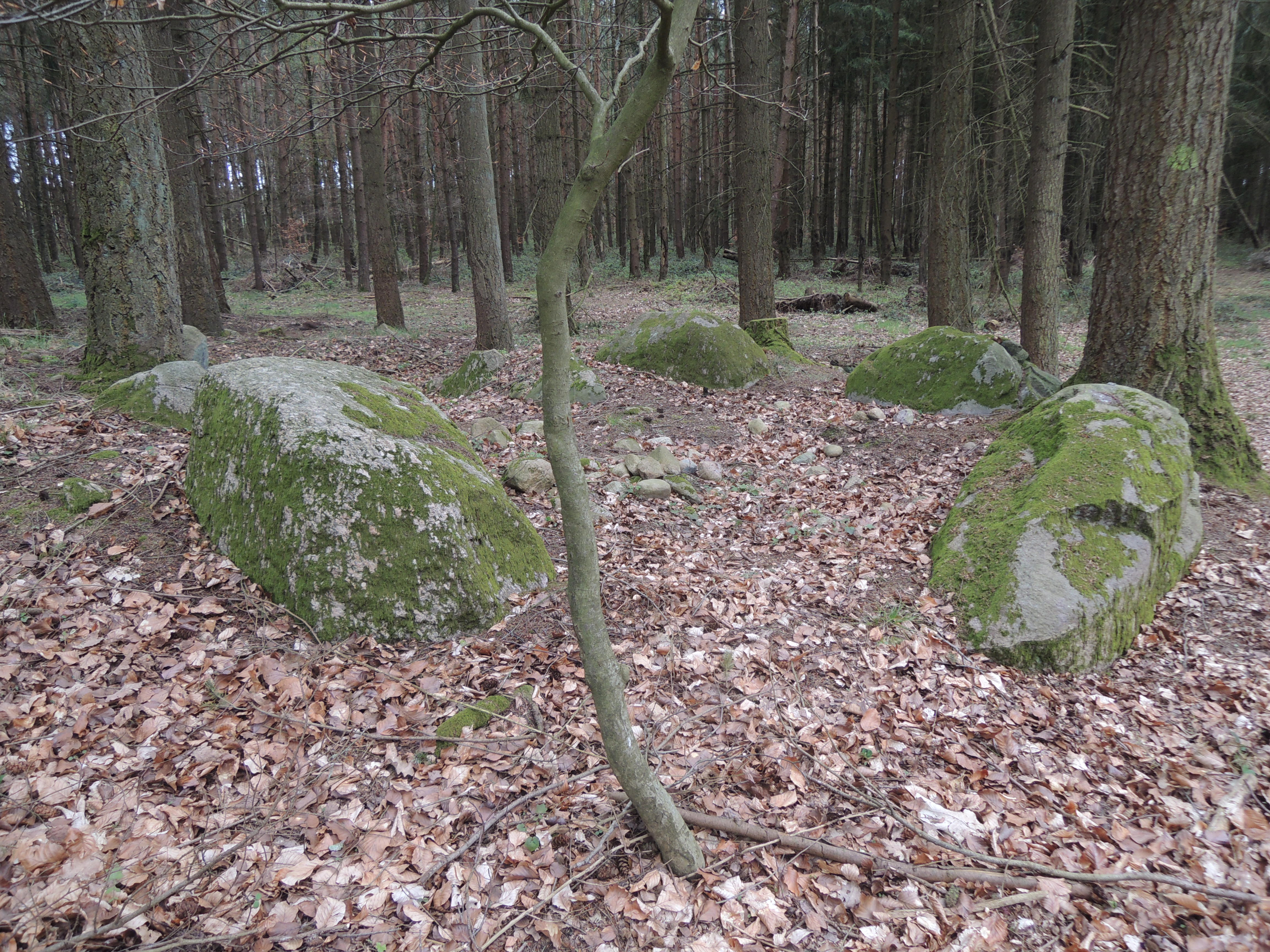
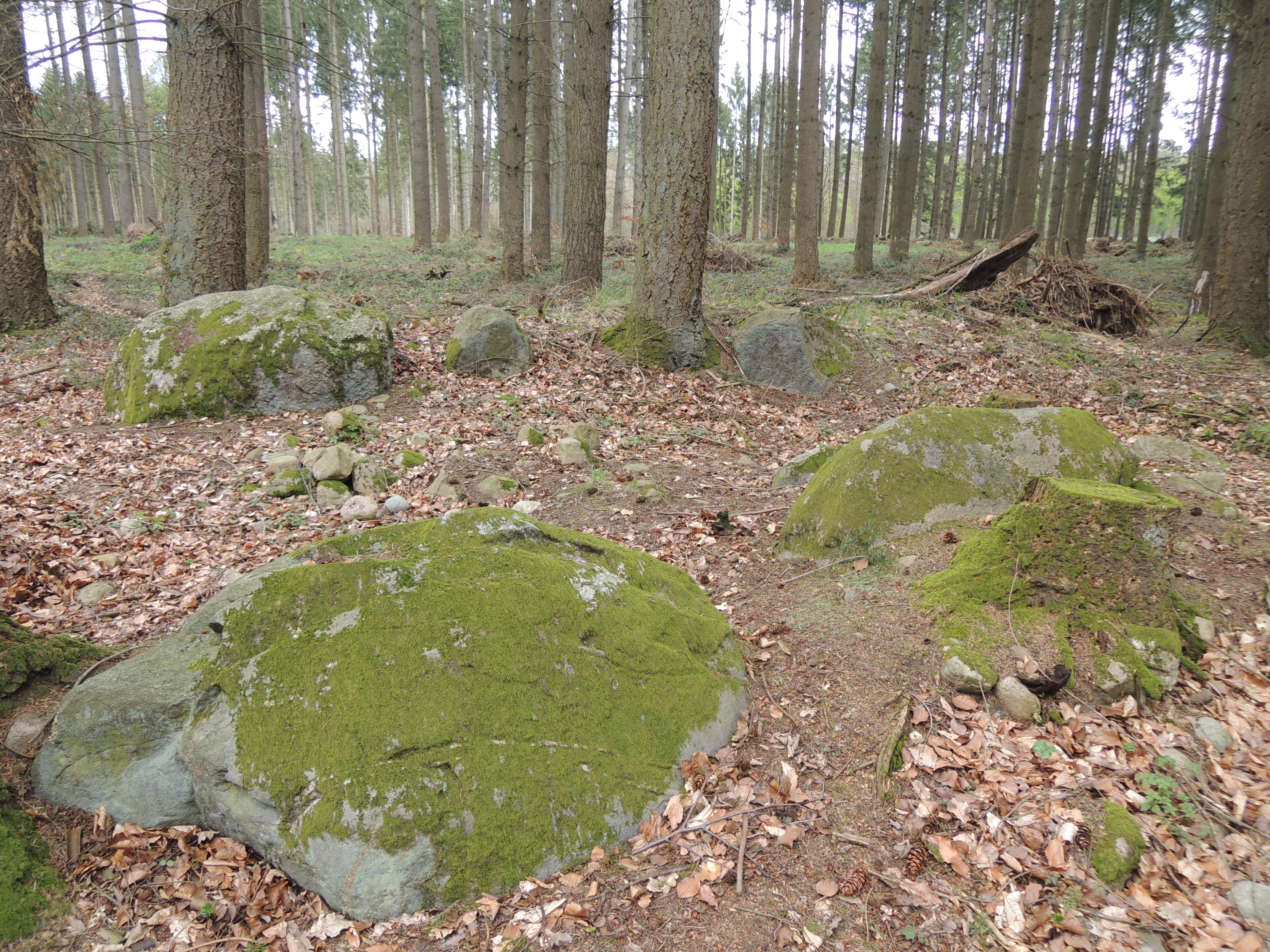
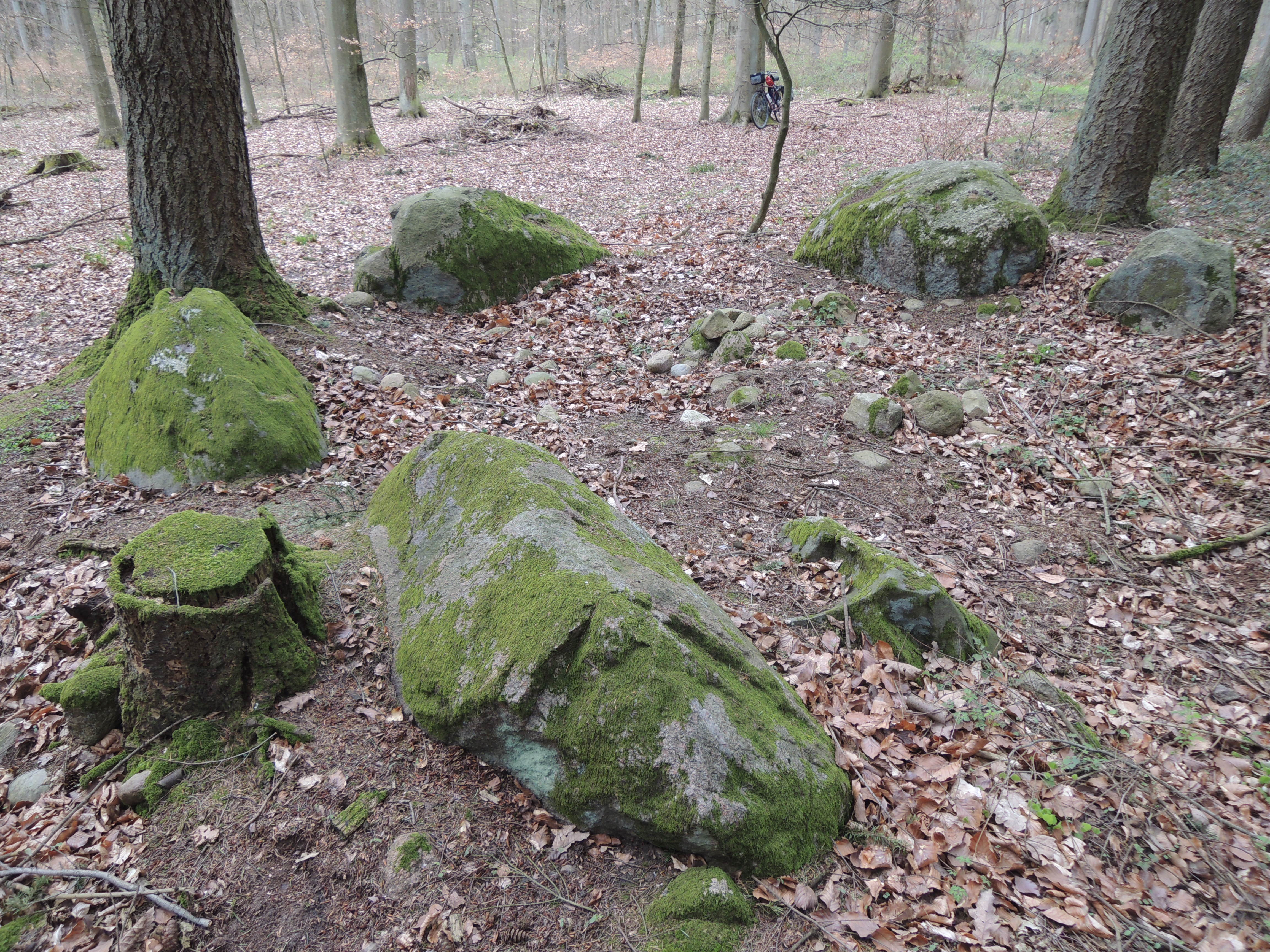